# توماس فونتين
توماس فونتين (بالفرنسية: Thomas Fontaine)‏ (8 مايو 1991 فرنسا - ) هو لاعب كرة قدم فرنسي يلعب كمدافع.

## روابط خارجية
- توماس فونتين على موقع الاتحاد الدولي (مؤرشف)  (الإنجليزية)
- توماس فونتين على موقع رابطة كرة القدم الفرنسية للمحترفين (الإنجليزية)
- توماس فونتين على موقع قاعدة بيانات كرة القدم.إي يو (الإنجليزية)
- توماس فونتين على موقع ليكيب (الفرنسية)
- توماس فونتين على موقع ناشيونال فوتبول تيمز (الإنجليزية)
- توماس فونتين على موقع Soccerway.com (الإنجليزية)
- توماس فونتين على موقع عالم كرة القدم.نت (الإنجليزية)